# Kügypuszta
Kügypuszta vagy Kügyipuszta (Satu Nou), település Romániában, a Partiumban, Bihar megyében.

## Fekvése
Bihartól északra, Nyüved közelében fekvő település.

## Története
Kügy Árpád-kori település volt. Nevét már 1177-ben Régeny határjárásában szomszédosaként szerepelt Olivér, majd 1213-ban Quid f. Oliverii; 1421-ben Kyd, 1448-ban Kywd, 1587-ben Kwgy, 1588-ban Kwghy, 1599-ben Kiügy, Kwgi, 1808-ban Kugy aliis Kügy h. 1888-ban Kügy puszta, 1913-ban Kügypuszta néven írták.
Kügypuszta (Kügy puszta) korábban Nyüved része volt.  Kügy (Quid) néven már a 13. században  község volt. Névadó birtokosa után Quid néven nevezték, és már a Váradi regestrumban is említették a 13. században, ahol Kügy nevű birtokosáról írtak, aki Olivér fia volt.
Kügy későbbi birtokosai Rajnáld fia János és a nyüvedi nemesek voltak, végül a koronára szállt.
1910-ben 203 lakosából 2 román, 201 magyar volt.
1956-ban 980 lakosa volt.
A 2002-es népszámláláskor 248 lakosából 13 román, 235 magyar volt.